# Cây gạo
Bài này nói về một loài cây, gạo còn có nghĩa là sản phẩm thu được từ hạt cây lúa sau khi bỏ vỏ, xem bài Gạo.
Cây gạo, bông gạo (danh pháp hai phần: Bombax ceiba), tương tự như các loài cây khác trong chi Bombax, còn có tên gọi khác là mộc miên, hoặc hồng miên và người Tây Nguyên gọi là cây Pơ-lang. Trong một số hệ thống phân loại cũ, người ta đưa nó vào họ Gạo (Bombacaceae).

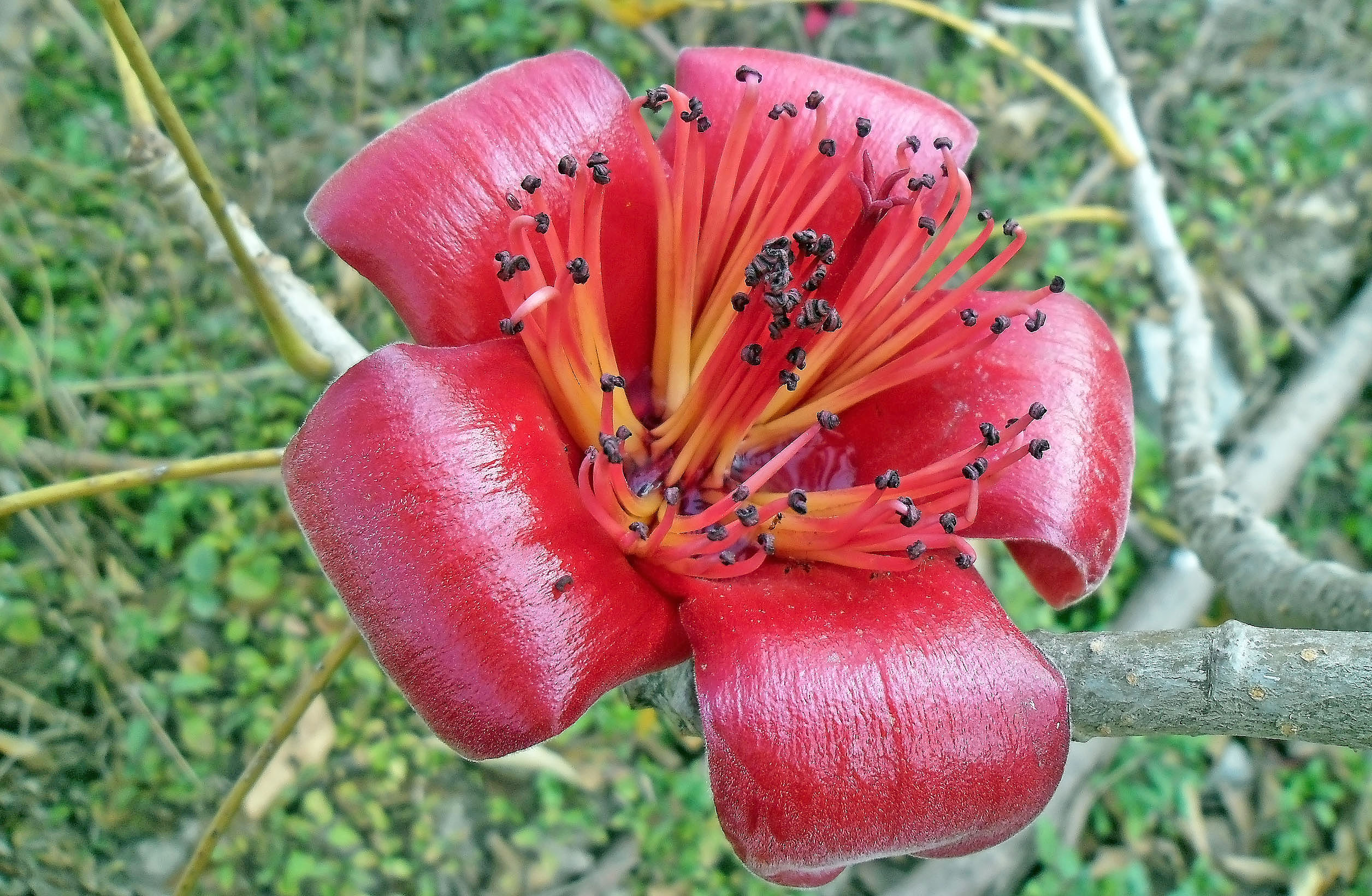
Hoa gạo

Đây là loài cây ở vùng nhiệt đới với thân cây cao và thẳng với lá rụng vào mùa đông. Các hoa đỏ với 5 cánh hoa mọc vào mùa xuân (tháng 3 hoặc tháng 4) trước khi cây ra lá non. Quả nhỏ chứa các sợi tương tự như sợi bông. Thân cây có các gai để ngăn cản sự tấn công của động vật. Mặc dù bề ngoài thì thân cây có vẻ tốt cho mục đích khai thác gỗ, nhưng gỗ của nó quá mềm để có thể sử dụng vào những việc như vậy.
Loài cây này có lẽ có nguồn gốc ở Ấn Độ nhưng hiện nay nó được trồng rộng rãi ở các bang của Malaysia, Indonesia, miền nam Trung Quốc, Hồng Kông, Đài Loan và Việt Nam. Theo ghi chép trong lịch sử Trung Quốc thì vua Nam Việt là Triệu Đà (趙佗) đã tặng một cây cho vua của nhà Hán vào thế kỷ 2 TCN.
Các sợi bông của nó cũng được dùng nhồi vào gối hay nệm cũng như làm lớp cách nhiệt lót áo lạnh. Tuy nhiên vì bông cây gạo không dài sợi nên không thể kéo sợi và dệt như bông vải được.
Hoa gạo được dùng trong một số loại trà thuốc Trung Hoa.
Tại Quảng Đông (Trung Quốc), cây này gọi là 木綿 - mộc miên (cây bông thân gỗ), hay 紅綿 - hồng miên (bông đỏ). Nó còn được gọi là 英雄樹 - anh hùng thụ (cây anh hùng) do có thân cao và thẳng.
Hoa của loài cây này là hoa biểu trưng cho Quảng Châu, Cao Hùng (Đài Loan), Nam Định (Việt Nam).

## Thành ngữ
Trong tiếng Việt có thành ngữ liên quan đến cây gạo: "Thần cây đa, ma cây gạo, cáo cây đề"  hay "Cây gạo có ma, cây đa có thần" nhắc đến phép siêu nhiên gắn bó với ba loại cây này trong tâm thức văn hóa Việt.

## Hình ảnh

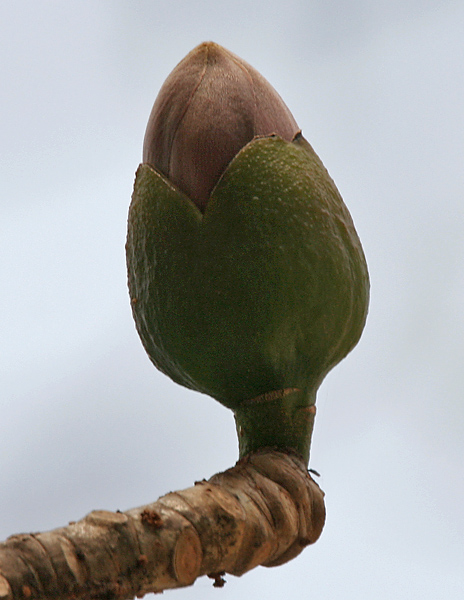
Nụ
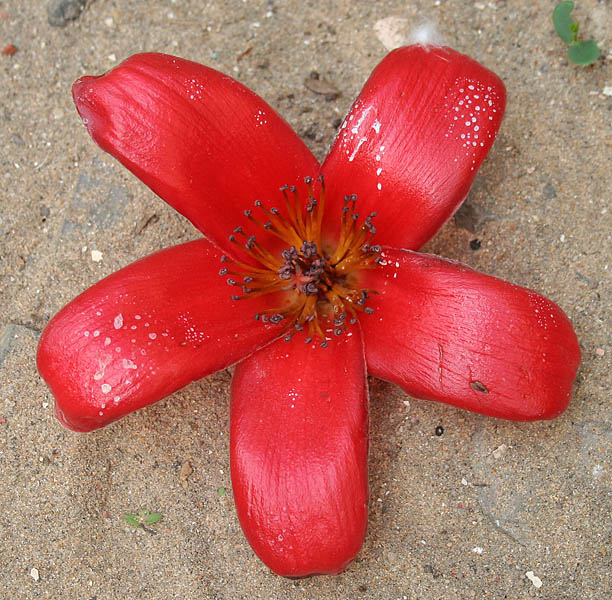
Hoa
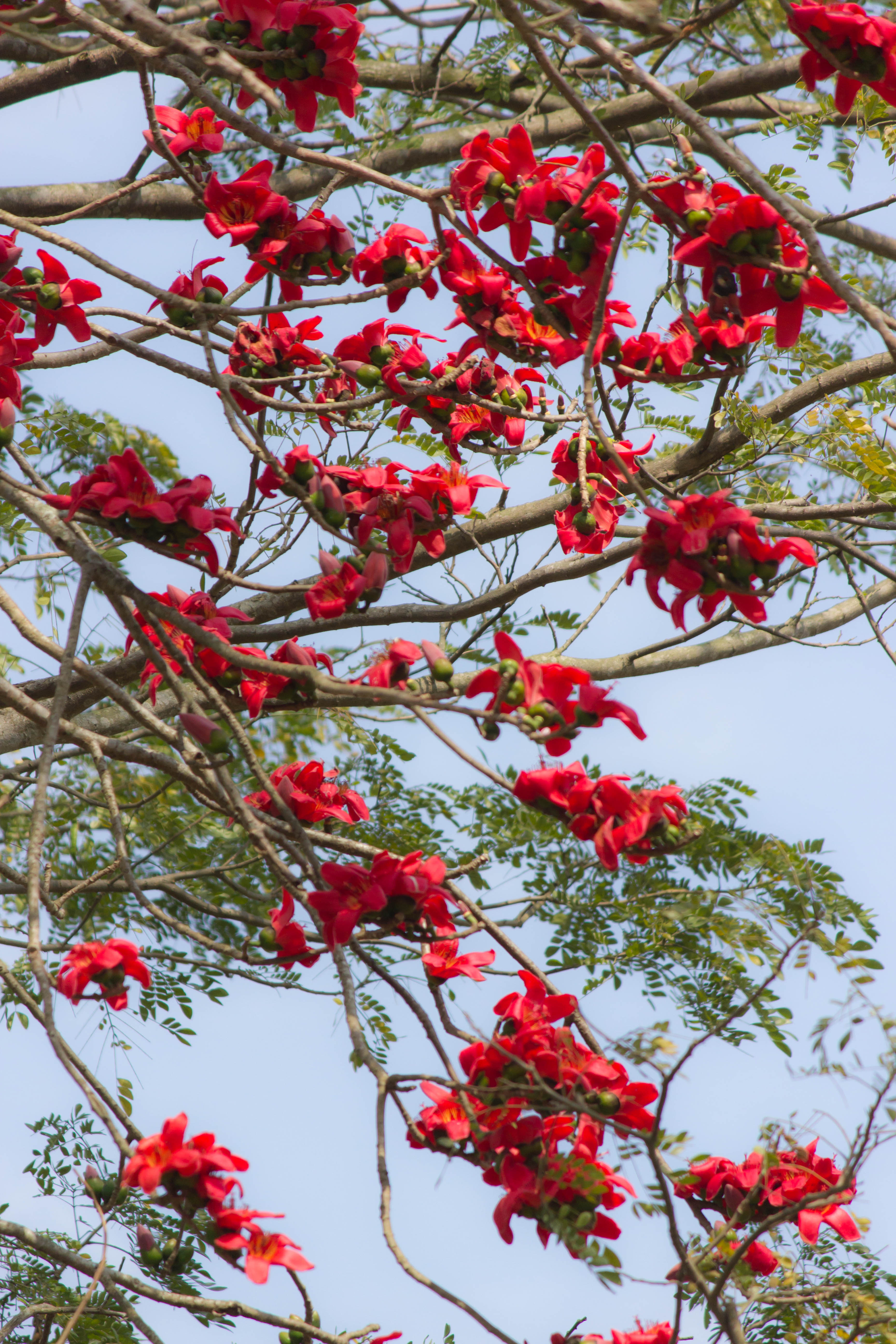
Nở hoa
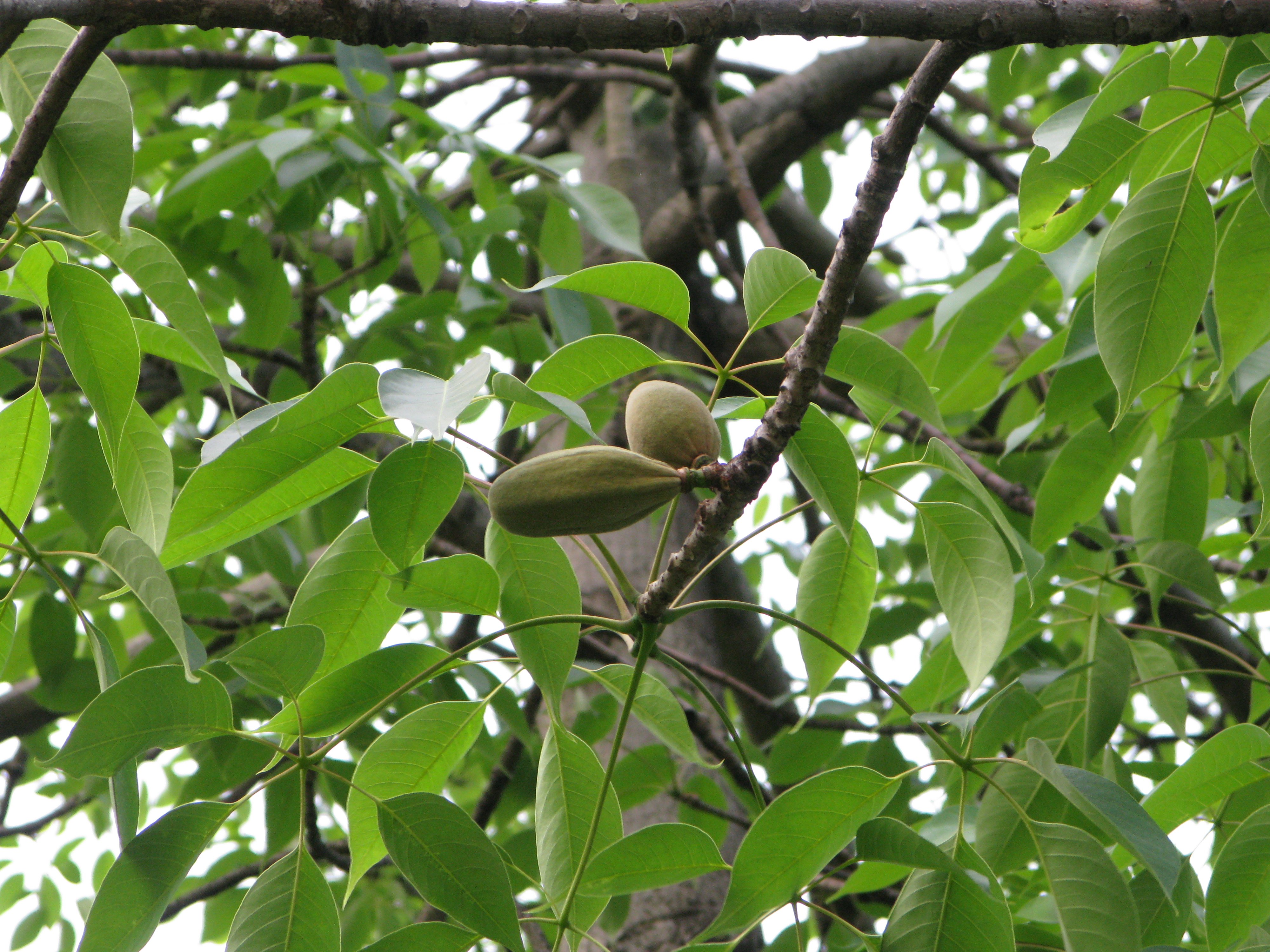
Trái cây chưa trưởng thành
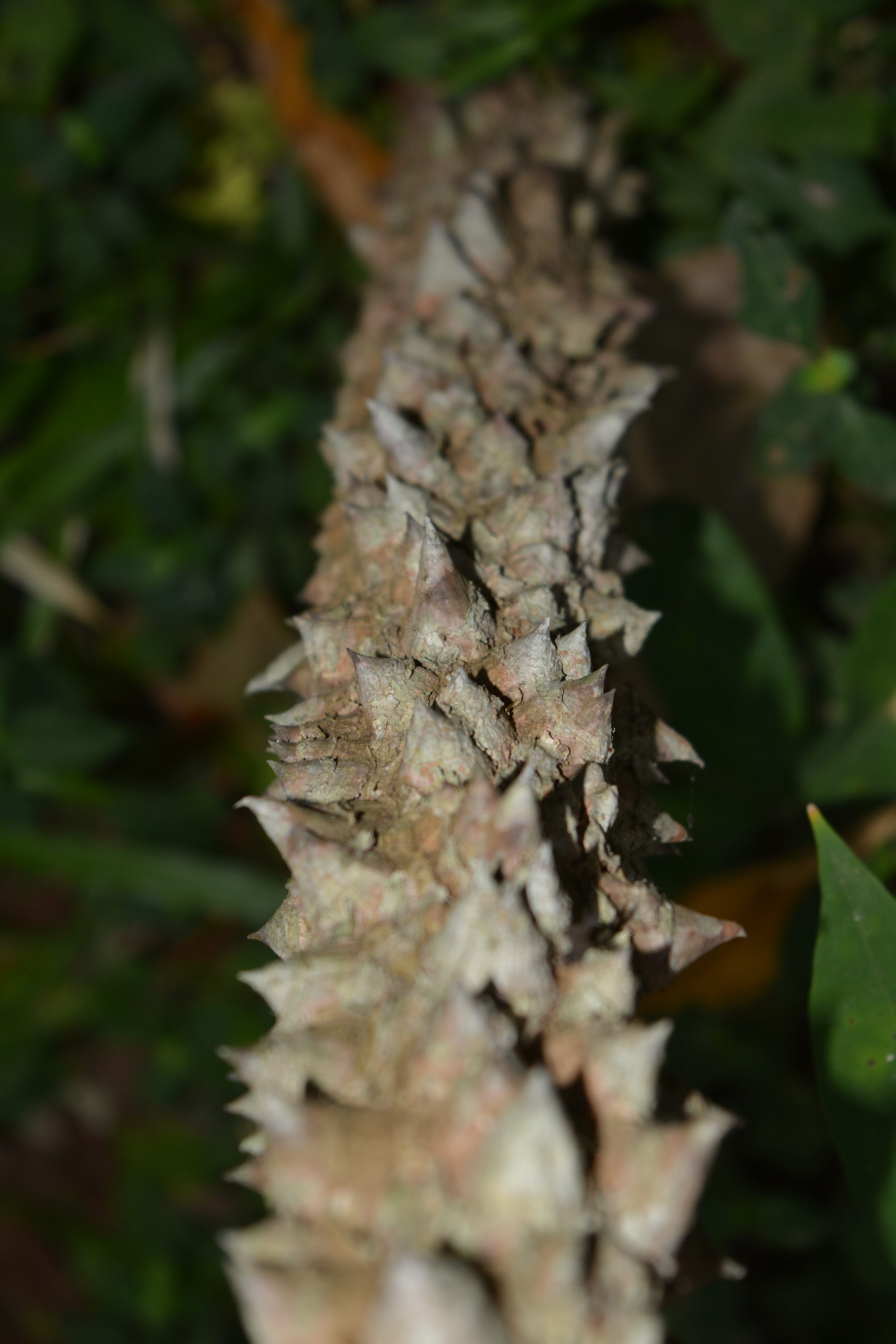
Vỏ cây non
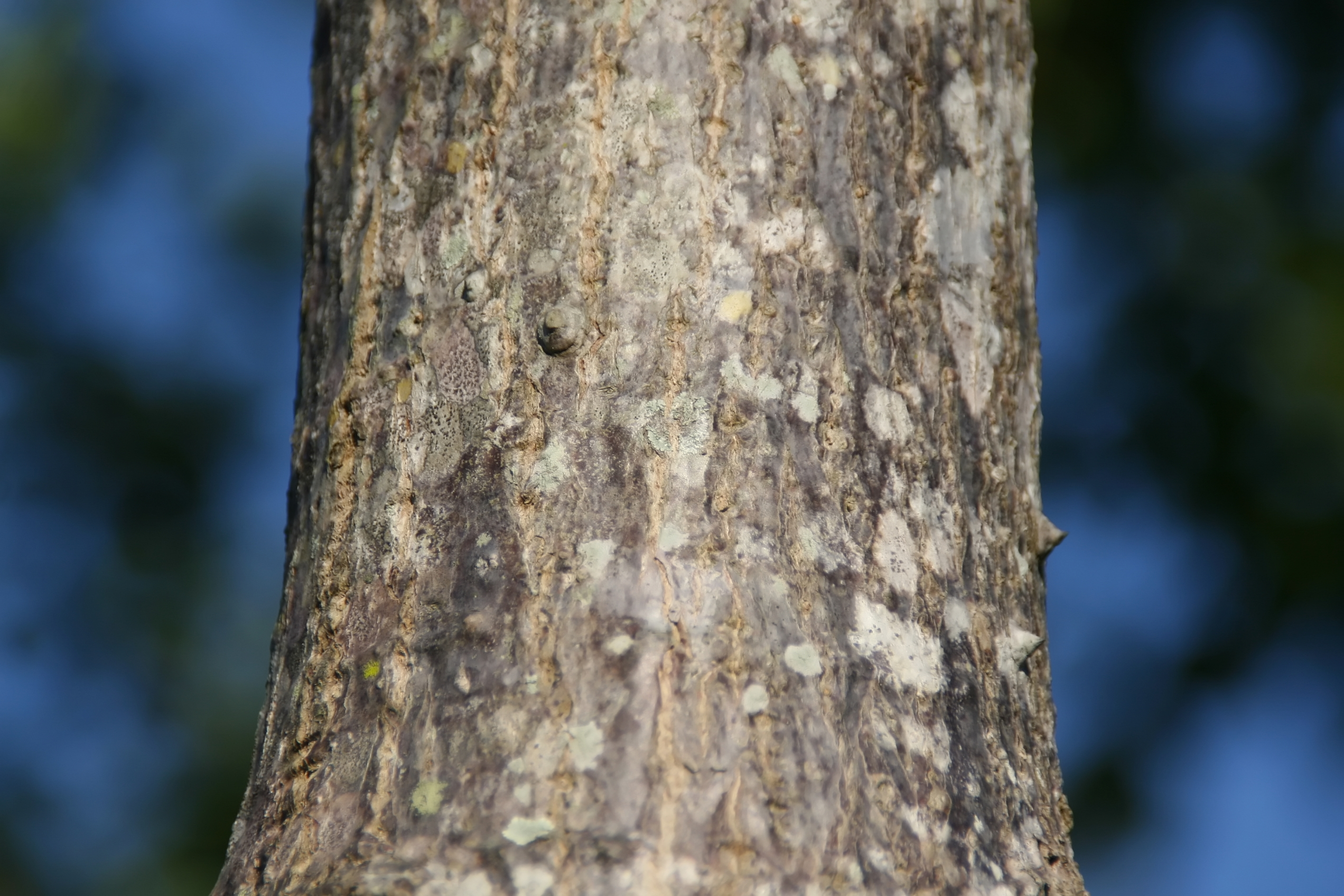
Vỏ cây trưởng thành
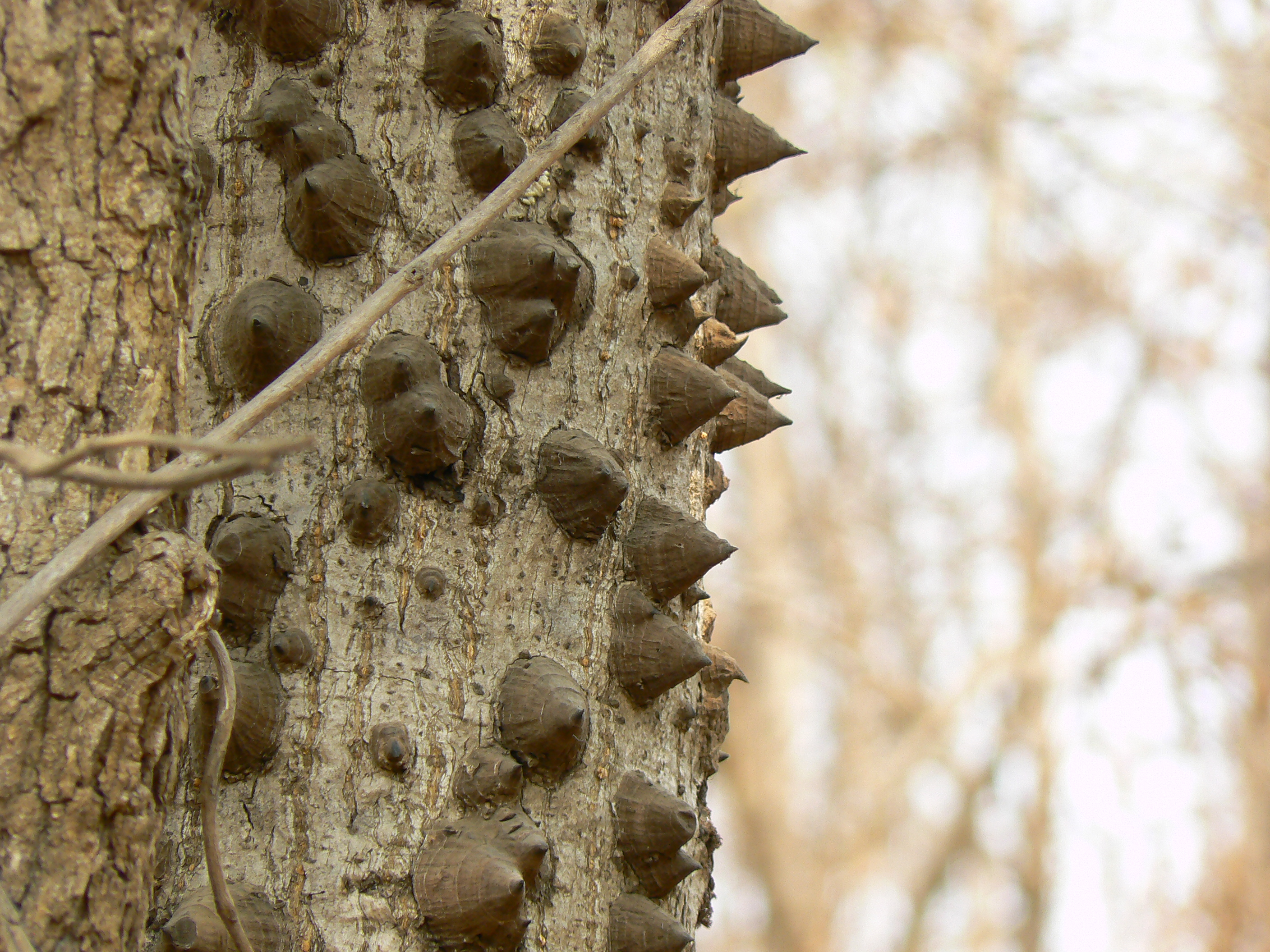
Thân cây có gai phía trên
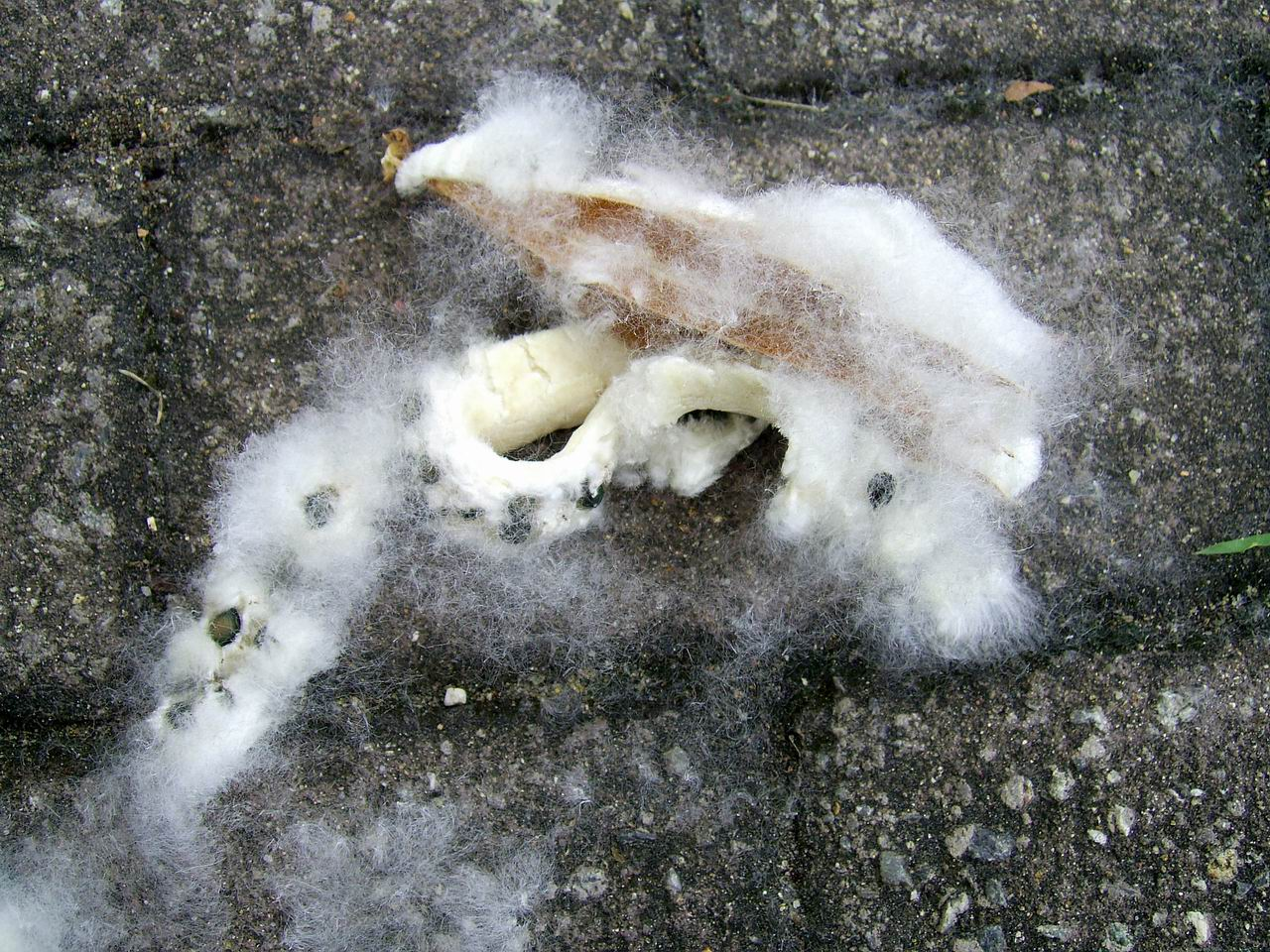
Hạt